# Władimir Kotlarow
Władimir Aleksiejewicz Kotlarow, ros. Владимир Алексеевич Котляров (ur. 6 października 1930 w Moskwie, Rosyjska FSRR, zm. 6 kwietnia 1998 w Akmole, Kazachstan) – kazachski piłkarz pochodzenia rosyjskiego, grający na pozycji obrońcy, trener piłkarski.

## Kariera piłkarska
W 1948 rozpoczął karierę piłkarską w zespole Torpedo Moskwa, ale grał tylko w drużynie młodzieżowej. Potem bronił barw klubów Spartak Leningrad i Łokomotiw Pietrozawodsk. W 1951 przeniósł się do Ałmaty, gdzie został piłkarzem Dinama Ałmaty. W 1954 został zaproszony do Lokomotiwu Ałmaty, który potem nazywał się Urożaj i Kajrat. W 1958 roku odszedł do Spartaka Ałmaty, w którym zakończył karierę piłkarza.

## Kariera trenerska
Po zakończeniu kariery piłkarza rozpoczął pracę szkoleniowca. Najpierw trenował Spartak Ałmaty. W latach 1961–1962 prowadził Szachtior Karaganda. Potem pracował na stanowisku dyrektora technicznego w Dinamie Ałmaty. W 1964 kierował Cemientnikem Semipałatyńsk. W 1965 dołączył do sztabu szkoleniowego Kajratu Ałmaty, w którym najpierw pomagał trenować, a w 1966 stał na czele klubu. W 1967 został zaproszony na stanowisko starszego trenera Paxtakoru Taszkent. W latach 1968–1969 ponownie prowadził Szachtior Karaganda. Następnie pracował jako trener-wykładowca w Szkole Sportowej nr 3 w Ałmaty. W 1972 został mianowany na stanowisko starszego trenera Traktoru Pawłodar. W lipcu 1974 stał na czele Celinnika Celinograd, którym kierował do czerwca 1979. Potem ponownie pomagał trenować Kajrat Ałmaty i Traktor Pawłodar. W latach 1984–1986 pracował jako trener-wykładowca w Republikańskiej Szkole Wyższego Mistrzostwa Sportowego w Ałmaty. W sierpniu 1986 po raz drugi stał na czele Traktoru Pawłodar, którym kierował do 1987. Od 1988 do 1989 po raz trzeci prowadził Szachtior Karaganda. W 1991 został zaproszony na stanowisko starszego trenera Celinnika Akmola, którym kierował do 21 maja 1993. W 1994 trenował Namys Ałmaty.
6 kwietnia 1998 w zmarł w Akmole w wieku 67 lat.

## Sukcesy i odznaczenia

### Sukcesy trenerskie
Celinnik Celinograd
- brązowy medalista grupy Wtoroj Ligi ZSRR: 1976, 1978

### Odznaczenia
- tytuł Zasłużonego Trenera Kazachstanu[5]